# Vidas Kavaliauskas
Vidas Kavaliauskas (ur. 19 listopada 1965 w Serejach, rejone łoździejskim; zm. 15 maja 2023 w Tbilisi) – litewski językoznawca. Zajmuje się zagadnieniami z zakresu językoznawstwa ogólnego i akcentologii.
W 1989 roku ukończył Wileński Instytut Pedagogiczny. W 1991 roku zaczął wykładać na tej uczelni (od 2011 r. – Litewski Uniwersytet Nauk Edukacyjnych).

## Publikacje (wybór)
- Lietuvių kalbos testai abiturientams (1998)
- Bendrinės lietuvių kalbos priesaginių veiksmažodžių kirčiavimas (2000)
- Vardažodžių kirčiavimo mokymo lentelės (2000)
- Pasaulio kalbos (2002, 2010)
- Praktinio kirčiavimo mokymo lentelės (Vardažodis ir veiksmažodis) (2015)